# Ernst Wolf (Maler, 1915)
Ernst Wolf (* 18. Januar 1915 in Wynigen; † 5. Februar 2007 in Laufen) war ein Schweizer bildender Künstler. Sein Werk umfasst Wand- und Landschaftsbilder, Stillleben, Blumenbilder, Porträts, Zeichnungen, Glasfenster, Mosaike und Bühnenbilder.

## Leben und Werk
Ernst Wolf wuchs in Hasle-Rüegsau auf und absolvierte eine Lehre als Maler in Oberburg. Nach dem Besuch der Malerfachschule in Burgdorf studierte er an der Allgemeinen Gewerbeschule Basel. Seine Lehrer waren Hermann Meyer, Albin Maier, Ernst Buchner und Otto Meier.
Wolf war ab 1937 als freischaffender Maler tätig und hatte sein Atelier in Birsfelden. Als Sanitäter leistet er ab 1939 Aktivdienst. Wolf assistierte von 1941 bis 1946 bei Heinrich Altherr bei der Schaffung der Wandbilder für den Friedhof am Hörnli und für den Kreuzgang des Staatsarchivs Basel-Stadt. Zudem porträtierte er im Auftrag des Kunstkredits Basel-Stadt Basler Persönlichkeiten, u. a. Hermann Kienzle und Felix Staehelin. Diese malte er im Stil der Basler Graumaler, deren Künstler im Kreis 48 stark vertreten waren.
Wolf lebte und arbeitete ab 1954 in Basel und in den Freibergen, wo viele seiner Landschaftsbilder entstanden. Zudem schuf er Wandbilder und Mosaike für das Schulhaus Neubad in Basel, für das Frauenspital Basel sowie für die Gewerbeschule in Liestal.
Auch stellte er Bühnenbilder und Requisiten für Kleintheater her und schuf zusammen mit dem Künstler Heinz Fiorese Künstlerlarven für die Basler Fasnacht. Wolf war Mitglied der Sektion Basel der GSMBA und präsentierte seine Werke in verschiedenen Gruppenausstellungen. Ab 1994 lebte er in Dittingen.